# الوصول عالي السرعة لرزم البيانات

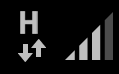
هسبا على الهواتف الذكية

الوصول عالي السرعة لرزم البيانات (بالإنجليزية: High Speed Packet Access اختصاراً HSPA)‏ هو خليط بين بروتوكولين مستخدمان في الهواتف النقالة، بروتوكول (HSDPA)، اختصار لـ (High Speed Downlink Packet Access)) وهو ارتفاع سرعة النفاذ للحزم المستقبلة وبروتوكول (HSUPA) اختصار لـ (High Speed Uplink Packet Access) وهو ارتفاع سرعة النفاذ للحزم المرسلة، الذي يتوسع بتطبيقه ويحسن أداء بروتوكلات الـ WCDMA الحالية.يتلو سرعة النفاذ للحزم وصول سريع ومدعم للبيانات HSPA+، والذي تم تطويره في اواخر عام 2008 واعتماده في جميع أنحاء العالم في عام 2010.

## نظرة عامة
يقوم بدعم زيادة معدلات البيانات المستقبلة لتصل إلى 14 ميغابت للثانية الواحدة و 5.8 ميغابت للثانية في الإرسال. كما ويقلل من من التأخير في الوقت (Time Delay) ويوفر ما يصل إلى خمس مرات أكثر لقدرة النظام على الاستيعاب في الاستقبال ومرتين أكثر في الإرسال، ويخفض تكلفة الإنتاج في البت الواحد مقارنة مع بروتوكولات WCDMA الأصلية و يستخدم في شبكات الجيل الثالث و منها شبكات حرية الوصول إلى الوسائط المتعددة المتنقلة (فوما) - FOMA في اليابان، ويزيد الـHSPA معدلات البيانات والسعة للنظام بعدة طرق، منها:
- المشاركة في قناة الإرسال، مما يؤدي إلى الاستخدام الكفء للرموز المتاحة ومصادر الطاقة في الـ WCDMA.
- تقليل وقت الإرسال الزمني (TTI (Transmission Time Interval، مما يؤدي إلى تقليل الوقت ذهاباً واياباً ويحسن من التتبع لاختلافات القنوات السريع.
- اختيار نوع الـ MODULATION عن طريق ما يسمى بالـ Link Adaptation، مما يزيد من القنوات المستخدمة ويسمح للمحطة الرئيسية Base Station الأقرب من التحكم بعدد أكبر من الخلايا Cells .
- جدولة سريعة، والتي تعطي الأولوية للمستخدمين الذين لديهم ظروف قناة أنسب للاتصال.
- إعادة إرسال سريعة واعادة تجميع للبيانات، والتي تزيد من سعة النظام.
- استخدام 16QAM و 64QAM، وهو نوع من تضمين سعوي رباعي بالإنجليزية (Quadrature amplitude modulation) وهو نوع من تضمين سعوي (Amplitude modulation) لموجتين حاملتين للبيانات. وتكون هتان الموجتان في العادة موجة جيبية، وتكون إحدهما منزاحة في الطور عن الأخرى بـ 90 درجة ولذلك يسمى رباعي (90 درجة هي ربع 360 درجة(، مما يزيد من معدلات البت.
- MIMO – Multiple Input، Multiple Output متعدد المدخلات ومتعدد المخرجات وهو نظام يستخدم هوائيات متعددة للإرسال تقابلها هوائيات متعددة في الاستقبال وتستخدم لتحسين نظام الاتصالات وخاصة بشبكات الـ 3G, وفي هذه الحالة يستغل التنوع الهوائي لتوفير زيادة في السعة.

من يوليو 2010، تم اعتماده تجارياً من أكثر من 200 مشغل لأنظمة الاتصالات في أكثر من 80 بلد، ويمكن تحقيق الكثير من HSPA بواسطة تطوير البرمجيات إلى شبكات الجيل الثالث 3G القائمة. ومنح HSPA بداية متقدمة للواي ماكس، الأمر الذي يتطلب بنية تحتية مخصصة للشبكة. تمكن مجموعة متنوعة غنية من الأجهزة الداعمة للـ HSPA للخروج إلى حيز الضوء لتكون متوفرة بحلول تموز / يوليو 2010، مع سهولة الاستخدام مما سيؤدي إلى ارتفاع المبيعات في سوق هواتف الـ HSPA ويساعد على تبني نظام HSPA بالكامل.

## بروتوكول ارتفاع سرعة النفاذ للحزم المستقبلة (HSDPA – High Speed Downlink Packet Access Protocol)
الخطوة الأولى المطلوبة لتطوير الـ WCDMA إلى الـ HSPA هو تحسين النفاذ للحزم المستقبلة، عن طريق تطبيق برتوكول الـ HSDPA. الذي يقوم بتحسين استقبال البيانات لتصل إلى 14 ميغابت للثانية ويقوم بشكل ملحوظ بتقليل التأخير في الوقت (Time Delay) أو ما يسمى بالـ (latency)، مما يقلل من التكلفة للبت الواحد ويعزز الدعم من أجل أداء عالي لتطبيقات حزم البيانات.
و يستند الـ(HSDPA) في عمله على المشاركة بقناة الإرسال وميزاته الرئيسية هي مشاركة القناة وتعدد رموز الإرسال، وارتفاع درجة التضمين (Higher order modulation) وهو نوع من التضمين الرقمي بالعادة يكون بالقوة الرابعة أو أكبر، مثال عليه (QPSK – Quadrature phase shift keying)، ومن ميزاته أيضاً قلة وقت الإرسال الزمني، سرعة اختيار نوع الـ MODULATION أو ما يسمى بالـ (Fast Link Adaptation)، وسرعة الجدولة باستخدام الـ Fast hybrid Automatic Repeat ReQuest ويرمز له بـ (HARQ) وهو مزيج بين forward error-correcting coding و error detection باستخدام الـ ARQ .
التطوير إلى HSDPA غالباً ما يكون عبارة عن تطوير البرامج في معظم شبكات الـ WCDMA الحالية، وفي شهر مايو 2008 تم تحديث 90% من شبكات الـ WCDMA إلى HSDPA.
غابية ما نشر عنها أشار بأنها تقدم حتى 7.2 ميغابت للثانية في الاستقبال، و 14 ميغابت حالما تتوفر الأجهزة الداعمة لهذه التكنولوجية.

## بروتوكول ارتفاع سرعة النفاذ للحزم المرسلة (HSUPA – High Speed Uplink Packet Access Protocol)
الخطوة الثانية لتطوير الـ WCDMA هو رفع مستوى الإرسال، وهي التي أدخلت في النسخة 6 للـ 3GPP اختصار لـ The 3rd Generation Partnership Project. الانتقال إلى HSUPA هو بالعادة تطوير برامج لا غير. يعزز الإرسال ويضيف قناة نقل جديدة للـ WCDMA، تسمى بالقناة المكرسة للتعزيز the Enhanced Dedicated Channel ويرمز لها بـ (E-DCH)، تعزيز الإرسال يخلق فرص لعدد من التطبيقات الجديدة تتضمن VoIP، تحميل الصور وإرسال عدد كبير من الرسائل عن طريق البريد الإلكتروني. ويزيد معدل البيانات المرسلة لتصل حتى 5.8 ميغابت للثانية. وتزيد السعة للنظام وتقلل من Latency. تعزيز الإرسال له ميزات مشابهة لتلك الميزات التي رافقت تعزيز الاستقبال فيما ذكر سابقاً.

## هسبا المطور
المعروف أيضاً بـ HSPA Evolution، +HSPA، I-HSPA ,Internet HSPA، هو معيار لاسلكي عريض النطاق معرف بالنسخة رقم 7 و 8 في 3GPP المسؤولة عن وضع المواصفات للـ WCDMA. HSPA المطور يقدم معدلات انتقال للبيانات تصل إلى 84 ميغابت للثانية في الاستقبال، و 22 ميغابت للثانية في حالة الإرسال بموجة حاملة تصل إلى 5 ميغاهيرتز. باستخدام تكنولوحية الهوائيات متعددة المداخل والمخارج، أو بالتضمين المرفوع لقوة عالية، في الواحد والعشرون من يوليو 2010 أعلن شركة T-Mobile الأميركية بأنها زودت 50 مزود حول العالم بهذه الخدمة مع وجود خطط لايصالها إلى 100 مزود لتغطي 185 مليون نسمة في نهاية العام.

## خلية هسدبا المزدوجة (Dual-Cell HSDPA)
و هو جزء من النسخة 8 من 3GPP، والتطور الطبيعي لـهسبا عن طريق تجميع الناقل. شبكة الـهسبا يمكنها نظرياً دعم حتى 28 ميغابت للثانية و 42 ميغابت للثانية مع موجة حاملة واحدة مقدارها 5 ميغاهيرتز في النسخة 7 والتضمين لقوة مرتفعة في النسخة 8. في الظروف الجيدة للقناة مع انخفاض التداخل بين الهوائيات المرسلة. فبدلاً من ذلك يمكن استخدام الخلية المزدوجة DC-HSPA فمع جدولة MAC Address يمكن تخصيص اثنتين من الموجات الحاملة في الـ HSPA بالتوازي ومما يضاعف قيمة النطاق الترددي من 5 ميغاهيرتز حتى 10 ميغاهيرتز. وإلى جانب هذا يزيد قيمة الـGain للضعف من زيادة النطاق الترددي إلى الضعف، ويمكن أيضاً تحقيق بعض المكاسب من التنوع في ربط الجدولة بالـGain، يمكن من هذا تحسين جودة الخدمة (QoS – Quality of Service) للمستخدمين في ظروف سيئة للإشارة والمناطق التي لا تستطيع الاستفادة من الهوائيات متعددة المداخل والمخارج MIMO والتضمين لقوة مرتفعة.
ابتداء من النسخة 9 سوف يكون من الممكن استخدام DC-HSDPA بتركيبة مع الـMIMO. التركيبة لـ MIMO مع الـ DC-HSDPA سيسمح لمشغلين الخدمة بالاستفادة من وظائفه على النحو المشار عليه في النسخة 8.

## خلية هسوبا المزدوجة (Dual-Cell HSUPA)
تحسينات مماثلة كما الحال في DC-HSDPA في الاستقبال، يرمز لها بـ DC-HSUPA، مواصفات مماثلة فعلى سبيل المثال، الموجة الحاملة مماثلة وتنتمي إلى نفس عقدة بوليفيانو (Node-B) هو مصطلح يستخدم في يو ام تى اس يعادل الوصف)محطة الإرسال والاستقبال(و وصف يستخدم في جي اس ام GSM ويو ام تى اس هو نظام الاتصالات المتنقلة العالمي وهو واحد من الجيل الثالث لتقنيات الاتصالات المتنقلة، والذي يجري تطويره أيضا إلى تكنولوجيا الجيل الرابع. وعلاوة على ذلك يفترض أن يتم تكوين ما لا يقل عن موجتين حاملتين في الإرسال والاستقبال وتكون المسافة المزدوجة هي نفسها.

## هسبا متعدد الموجات الحاملة (Multi carrier HSPA – MC-HSPA)
في حين تمت دراسة تجميع أكثر من موجتين حاملتين من الناقلين، مواصفات 3GPP لا تسمح حتى الآن بهذا الخيار، ومع ذلك يبدو من المرجح أن تتم إضافة مثل هذا الخيار في وقت لاحق لهذه التكنولوجيا.